# 連繼芳
連繼芳（？—？），字以善，號榮洲，福建漳州府龍岩縣人，明朝政治人物。

## 生平
萬曆十年（1582年）壬午科福建鄉試舉人。萬曆二十年（1592年），登壬辰科第三甲第六十一名進士，禮部觀政，六月授浙江德清知縣，二十六年降霸州判官，調羅定州判官，二十八年升桂林府推官，三十三年官河间府同知，本年丁憂。三十六年補任常州府，三十八年升南户部员外郎，三十九年管揚州鈔关，本年升郎中，四十一年升安庆府知府，四十四年仕至廣西副使，四十六年告病致仕。

## 家族
曾祖連仁；祖父連楷；父連一貫，號平淵，訓導。